# Łączki (województwo pomorskie)
Łączki (dodatkowa nazwa w j. kaszub. Łączczi) – wieś w Polsce, położona, w województwie pomorskim, w powiecie kartuskim, w gminie Sierakowice.
Wieś leży na Pojezierzu Kaszubskim, na obszarze Kaszubskiego Parku Krajobrazowego i kompleksu leśnego Lasów Mirachowskich, na szlaku turystycznym Wzgórz Szymbarskich. Wchodzi w skład sołectwa Bącka Huta.  W kierunku północno-wschodnim od wsi znajdują się rezerwaty przyrody Staniszewskie Błoto i Leśne Oczko.
W latach 1975–1998 Łączki administracyjnie należały do województwa gdańskiego.
Przed 2023 r. miejscowość była częścią wsi Szopa.

## Z kart historii
Od końca I wojny światowej wieś znajdowała się w granicach Polski (powiat kartuski). Do 1906 roku obowiązującą nazwą niemieckiej administracji dla Łączek było Lonsk. W 1907 r. nazwa Lonsk została przez propagandystów niemieckich (w ramach szerokiej akcji odkaszubiania i odpolszczania nazw niemieckiego lebensraumu) zweryfikowana jako zbyt kaszubska i przemianowana na nowo wymyśloną i bardziej niemiecką – Lohns.